# Sophronica pretiosa
Sophronica pretiosa là một loài bọ cánh cứng trong họ Cerambycidae.